# Pontecilla (Talavera la Real)
La Pontecilla es un puente de la localidad española de Talavera la Real, en la provincia de Badajoz.

## Descripción
El puente cruza el arroyo Rivillas, en la localidad pacense de Talavera la Real, en Extremadura. Denominado tanto «Pontecilla» como «Puentecilla», se sitúa próximo a la población, sobre un regato, en el mismo camino —la cañada Real o «Camino Viejo» de Badajoza Talavera la Real— que el Puente Viejo. Su número de ficha según el Inventario de Puentes de Extremadura es: 128B13. Su fábrica es de mampostería y ladrillo. Tiene tres arcos, con tajamares y sombreretes. Es
más pequeño que el Puente Viejo y está en buen estado.
El 9 de agosto de 2017 se incoó expediente para su inclusión en el Inventario del Patrimonio Histórico y Cultural de Extremadura, como bien inventariado.